# Baluartebron

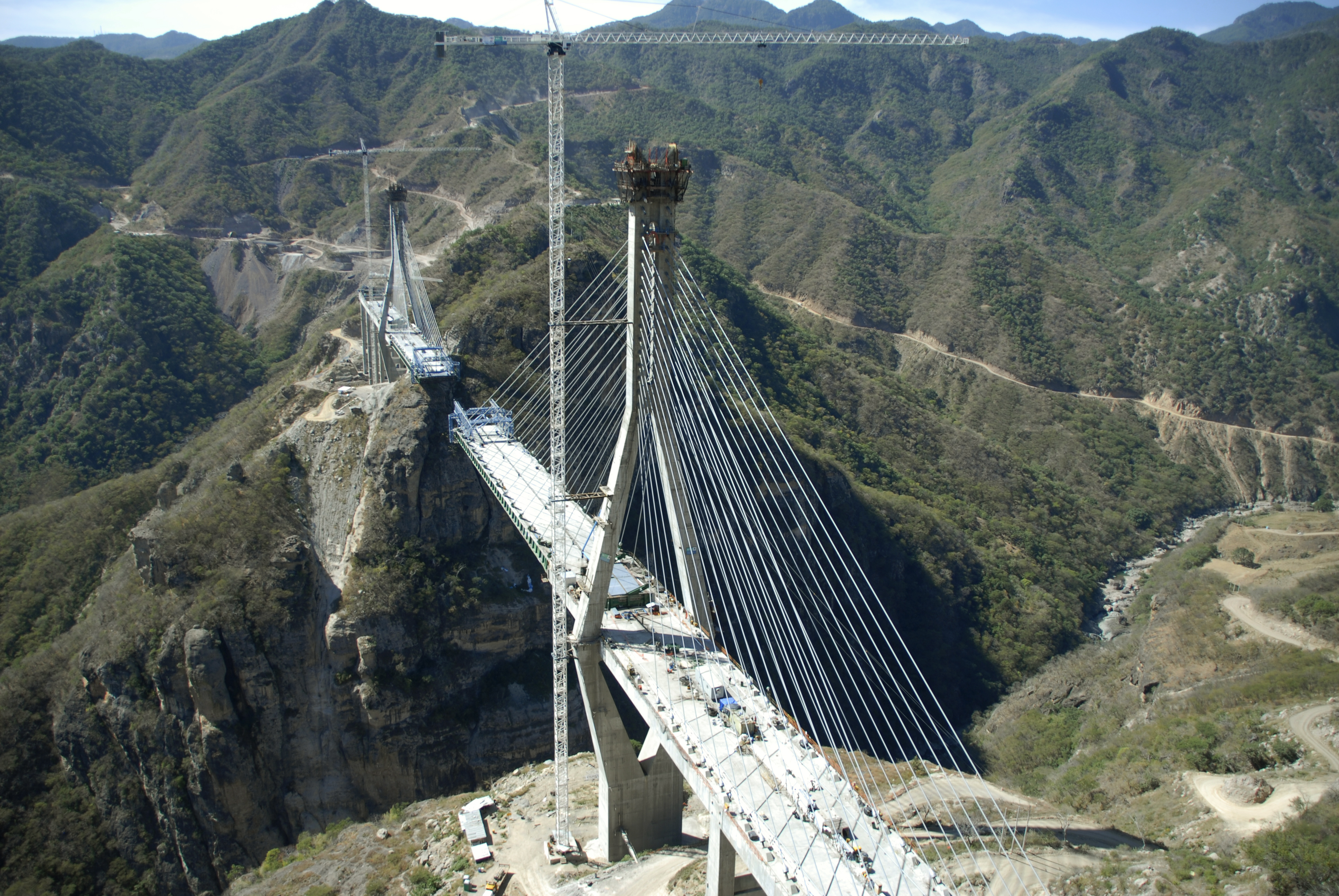
Baluartebron under uppförande.

Baluartebron (spanska: Puente Baluarte Bicentenario) är en hängbro i Mexiko. Den sträcker sig över en djup klyfta mellan delstaterna Durango och Sinaloa i Sierra Madre Occidental i norra delen av landet, och är en del av motorvägen mellan Victoria de Durango och Mazatlán. Med en höjd på 402,6 meter är den världens högsta hängbro. Den är 1 124 meter lång, med ett hängande spann på 520 meter. Bron påbörjades den 21 februari 2008 och öppnade den 5 januari 2012. Den hade en prislapp på 2,18 miljarder pesos.